# Димитриос Панас
Димитриос Панас (на гръцки: Δημήτριος Πανάς) е гръцки дипломат.
Роден е през 1856 година в семейство, произлизащо от Кефалония. Работи във външното министерство и е негов главен секретар през 1905 – 1910 година, след което е посланик в България. В това качество той подписва Българо-гръцкия договор от 1912 година, част от структурата на Балканския съюз, участва в сключването на Чаталджанското примирие и Букурещкия договор. От август до декември 1913 година е външен министър в правителството на Елевтериос Венизелос. През следващите години е посланик в Османската империя, Русия, Чехословакия и Румъния. През 1923 година се оттегля от служба.
Димитриос Панас умира през 1931 година.